# Marian Gold
Marian Gold (nascido Hartwig Schierbaum em 26 de maio de 1954) é um vocalista alemão que ganhou fama como vocalista da banda de synth-pop Alphaville, mas também gravou como artista solo.

## Alphaville
Em 1982, juntou-se a Lloyd e Frank Mertens na banda Forever Young, que logo se tornou Alphaville. Ele fez os principais vocais do Alphaville nos anos 80 incluindo "Forever Young", "Big in Japan", "Sounds Like a Melody", "Dance with Me" e "Jerusalém". Ele também é conhecido pelo seu alcance vocal de tenor.

## Vida Pessoal
Marian Gold teve 7 filhos com 4 mulheres diferentes: viveu de 1980 a 1984 com Ariane Mummert e depois casou com uma italiana chamada Manuela. Após esse relacionamento, ele namorou uma backing vocal do grupo, Gabi Becker. Hoje, ele mora com uma sueca em Berlim, sua cidade de residência. 